# 宝林伝
宝林伝（ほうりんでん）は、正しくは大唐韶州雙峰山曹侯渓寶林傳（だいとう しょうしゅう そうほうざん そうこうけい ほうりんでん）を書名とする、唐の貞元17年（801年）に成立した禅の灯史である。本来は全10巻であるが、現行テキストは、巻2は『聖冑集』によって補われたものであり、巻7、巻9、巻10の3巻を欠いている。作者は智炬（或いは慧炬）。
古くは、円仁将来の記録もあり、唐代には広範に流布していたとされるが、宋代になると、『景徳伝灯録』などの新出の灯史が出現し、またそれらが、大蔵経に入蔵されたことによって、急速に存在の意義を失ってしまい、やがて散佚することとなってしまった。
現行本は、山西省趙城県で発見された金蔵所収本（巻1 - 巻5, 巻8）、京都の青蓮院蔵本（巻6）の合本である。
また、佚書ではあるが、唐末の南嶽惟勁によって、『続宝林伝』が編纂されたことが知られる。